# Rouvres-en-Xaintois
Rouvres-en-Xaintois är en kommun i departementet Vosges i regionen Grand Est (tidigare regionen Lorraine) i nordöstra Frankrike. Kommunen ligger i kantonen Mirecourt som tillhör arrondissementet Neufchâteau. År 2022 hade Rouvres-en-Xaintois 262 invånare.

## Befolkningsutveckling
Antalet invånare i kommunen Rouvres-en-Xaintois
| Referens: INSEE |